# Korkia Petäjäsaari
Korkia Petäjäsaari, nordsamiska: Ollâ Pecsuálui, Kuhespecsuálui,, är en ö i Finland. Den ligger i sjön Enare träsk och i kommunen Enare i den ekonomiska regionen Norra Lappland och landskapet Lappland, i den norra delen av landet, 1 000 km norr om huvudstaden Helsingfors. Öns area är 0,97 kvadratkilometer och dess största längd är 2 kilometer i öst-västlig riktning.